# Нараянпала
Нараянпала — правитель Бенгалії з династії Пала.
Нараянпала зазнав поразки від Міхіри Бходжі I.